# Berceli Tibor (villamosmérnök)
Berceli Tibor, (Budapest, 1929. augusztus 7. –) magyar villamosmérnök, kutató, a műszaki tudomány doktora, állami díjas, a BME Villamosmérnöki és Informatikai Karán a Szélessávú Hírközlés és Villamosságtan Tanszék Optikai és Mikrohullámú Csoportjának professor emeritusa, a BME Villamosmérnöki Tudományok Doktori Iskola témakiírója, a Magyar Tudományos Akadémia köztestületi tagja.

## Életpályája

### Tanulmányai
Berceli Tibor a Fáy András reálgimnázium diákja volt, ahol matematikát és fizikát tanító tanárának, Kúnfalvi Rezsőnek volt kiváló tanítványa. 1947-ben lett a Budapesti Műszaki Egyetem Gépészmérnöki Karának hallgatója. A harmadik év elején létrejött a Villamosmérnöki Kar, melynek gyengeáramú szakát választotta. Itt 1951-ben szerzett villamosmérnöki diplomát, majd az MTA aspiránsaként a Távközlési Kutató Intézetben (TKI) kezdett dolgozni. Aspiránsvezetője Bognár Géza akadémikus, az újonnan megalakult Intézet műszaki igazgatója lett. Aspiráns éveit a TKI-ban töltötte és Kisveszteségű hullámvezetők című kandidátusi értekezésének megvédése alapján 1955-ben megkapta a műszaki tudományok kandidátusa címet.

### Kutatásai a TKI-ban
Bognár Géza ismert volt arról, hogy a tehetséges fiatalokat szívesen támogatta, és ezért a tudományos fokozatot elnyert fiatal mérnököt is meghívta munkatársának. Ettől az időponttól kezdve Berceli Tibor a Távközlési Kutató Intézetben dolgozott, előbb, mint kutatási csoportvezető, majd rövidesen osztályvezetői és később főosztályvezetői minőségben.
A leghosszabb ideig a Mikrohullámú osztály vezetőjeként a mikrohullámú nemlineáris, aktív áramkörök (keverők, oszcillátorok, erősítők, stb.) elméleti és kísérleti vizsgálatával, valamint a felületi hullámterjedés, parametrikus effektusok, a zajcsökkentés és egyes távközlési rendszertechnikai kérdések kutatásával és fejlesztésével foglalkozott. Eredményeivel hozzájárult a nagytávolságú, nagykapacitású mikrohullámú rádiórelé összeköttetések kifejlesztéséhez és gyártásba viteléhez. Az első, a hatvanas években megszületett berendezések még tápvonalakkal és elektroncsövekkel épültek, majd elkészültek a második generációs, már félvezetőket alkalmazó berendezések. 1975 után a tápvonalak helyét szalagvonalas és integrált áramkörök foglalták el és megszülettek a harmadik generációs rádiórelé berendezések. Ez volt az a berendezéscsalád, melynek alkotóit, köztük Berceli Tibort is, 1980-ban Állami Díjjal tüntették ki. Berceli Tibort az különböztette meg a berendezés-fejlesztésben résztvevő kollégáitól, hogy ő mindig igazi kutatóként dolgozott. A problémák százait oldotta meg, de mindig feldolgozta és publikálta munkáit és azok elméleti hátterét is.
1990-től számos európai uniós projekt hazai vezetője volt. Több COST projektben is dolgozott, valamint 3 magyar kutatási konzorciumban vett részt és 7 OTKA téma vezetője volt. Részt vett egy OTKA és az NKFI-EPR által kiírt projektben.
A Távközlési Kutató Intézetet 1996-ban hagyta el és ettől kezdve a BME Mikrohullámú Híradástechnika Tanszéke lett a fő munkahelye, tanárként és kutatóként. A TKI-ben töltött utolsó éveiben kezdte meg kutatásait a mikrohullámú fotonika területén. E területen végzett kutatásai során az optikai-mikrohullámú kölcsönhatás kérdéseit vizsgálta. Ennek keretében új eredményeket ért el a mikrohullámú erősítők és oszcillátorok optikai szabályozása, a fényhullámú-mikrohullámú kombinált fázisdetekció és a fáziszárt hurkos optikai frekvencia-stabilizálás terén. Jelentősen megjavította az intenzitás-modulált lézerek linearitását, ami többsegédvivős optikai átvitel esetében hasznosítható.

### Felsőoktatási tevékenysége
Berceli Tibort mindig vonzotta az oktatás lehetősége. A BME Villamosmérnöki Karán 1962-ben lett egyetemi oktató, félállású adjunktusként, a Mikrohullámú Híradástechnika Tanszék vezetője, Istvánffy Edvin professzor meghívására.
Először mikrohullámú tantermi és laboratóriumi gyakorlatokat és méréseket vezetett, majd javasolta egy új tárgy, a Mikrohullámú áramkörök bevezetését, melynek tananyagát is kidolgozta. Az 1965-ben megszerzett műszaki tudományok doktora fokozata alapján 1970-től címzetes egyetemi tanárként, majd 1995-től magántanárként végezte oktatói munkáját.
A BME Mikrohullámú Híradástechnika Tanszékén – melyet utóbb egyesítettek az Elméleti Villamosságtan tanszékkel, Szélessávú Hírközlés és Villamosságtan Tanszék név alatt – a mai napig tanít, ma már emeritus professzorként. A Tanszék ünnepi eseményt szervezett tiszteletére, mely alkalommal 70 éves szakmai pályájára visszatekintő előadást tartott.
A TKI-ban folytatott kutató munkája mellett tanszéki munkahelyén és számos külföldi, többnyire egyetemi kutatóhelyen is dolgozott. Elsőül 1964-ben ösztöndíjjal a New York-i Polytechnic Institute of Brooklynon folytathatott sok újdonságot nyújtó elméleti kutató munkát, majd 1986-ban a University College Londonban (UCL) végezte első optikai kutatásait. Az 1988/89-es tanévben, vendégprofesszorként a Drexel Egyetemen, Philadelphiában tartott három kurzust nemlineáris mikrohullámú áramkörökről. 1991-ben a Hamburgi Műszaki Egyetemen az optikai-mikrohullámú kölcsönhatás témájáról tartott előadást egy szemeszteren át. 1992-ben vendégprofesszor volt a japán Osakai Egyetemen, majd 1994-ben a francia Grenoblei Egyetemen. Továbbá 2001-ben, a finnországi Helsinki Műszaki Egyetemen, majd 2004-ben az ausztrál Sydney-i Egyetemen (The University of Sydney) adott elő. Kutatásait 2000-től 4 éven át Széchenyi professzori ösztöndíj támogatta.
Közben elnyert számos projektet, magyart és külföldit egyaránt, ami lehetővé tette, hogy kutatói munkájához anyagi támogatást biztosítson, több értékes műszerrel gazdagítsa a Tanszék felszereltségét. 
Részt vesz a Tanszék oktatási tevékenységében a diplomázó hallgatók és doktoranduszok vezetésével. A BME-n több évtizede tagja a záróvizsga bizottságnak. Eleinte a Tudományos Minősítő Bizottság megbízásából, később egyetemi oktatói feladatként számos magyar és külföldi aspiráns témavezetője volt. Az egyetemi doktorandusz képzés megindulása óta sok diákja nyerte el a PhD fokozatot.

#### Oktatott tantárgyak
Berceli Tibor oktatott témái részben saját kidolgozásában, kisebb részt másokkal közös előadásként kerültek meghirdetésre. Mivel ez változó tantárgynevek és tantervi pozicionálás mellett történt, nem a konkrét címeket, hanem összefoglalóbb jelleggel a témákat mutatjuk be. Az előadások mind BSc, mind MSc és PhD (doktori) szinten megjelentek a Kar tananyagában. 
A témák megnevezése a fentiek miatt általában nem egyezik az előadáscímmel, kivéve az első kettőt, ahol az eltérést az indokolja, hogy évtizedekig oktatott, kiforrott anyagról van szó. A felsorolás nagyjából időrendi, megfelelően a tudományos fejlődés időrendjének. Az utolsók - az optikai távközlés körébe esők - a legutóbb meghírdetettek. 
- Mikrohullámú áramkörök[21][24][25]

- Mikrohullámú aktív áramkörök[14][3][4][26][27][28][29]

- Optikai-mikrohullámú áramkörök és rendszerek[14][3][4][21][30][31][32]

- Távközlési alkalmazási kérdések[33][34][35][36]

- Optikai távközlés, optikai hálózatok és hálózatelemek[37][38][39][40][41][42][43]

### Tudományszervezői tevékenysége
A Magyar Tudományos Akadémia Távközlési Tudományos Bizottságának, valamint az URSI Nemzeti Bizottságának több évtizede tagja. Ugyancsak hosszú éveken át tagja volt a Híradástechnikai Tudományos Egyesület Elnökségének. Az IEEE „Life Fellow” fokozatú tagja. A Microwave Theory and Techniques Society „Speakers Bureau” (előadói iroda) tagja.
Két évtizeden át az IEEE Communications Society (Hírközlési Társaság) EAMEC bizottságának kelet-európai felelőse és „distinguished lecturerje” volt.
A szakmai munkán kívül Berceli Tibor rendszeresen részt vett konferenciákon és azok szervezésében, itthon és külföldön. 1959-ban kollégáival együtt részt vett az első, a Magyar Tudományos Akadémián megszervezett Mikrohullámú Összeköttetések Kollokviumon. A második, 1962-es Kollokvium szervezésében már maga is részt vett. Az igazi nemzetközi konferenciává válást az 1966-os harmadik, már MICROCOLL nevű konferencia jelentette, melyet ettől kezdve négy évente rendeztek meg.
Berceli Tibor ezek szervezésében, valamint több külföldi mikrohullámú konferencia – például az European Microwave Conference (EuMC), a Mediterranean Microwave Symposium, az IEEE International Microwave Symposium, URSI International Symposium on Electromagnetic Theory stb. – szervezésében is fontos szerepet vállalt.

## Kutatási területe
A mikrohullámú és optikai távközlés áramköri és rendszertechnikai kérdései

## Kutatási témái
- Mikrohullámú nemreciprok eszközök elméleti és kísérleti vizsgálata, tervezési kérdései[21]
- Nemlineáris jelenségek, mikrohullámú aktív áramkörökben[4][7]
- Mikrohullámú rádiórelé rendszerek[49]
- Az optikai-mikrohullámú kölcsönhatások kérdései[14][21][4][5]
- Fotonika, mint az optikai távközlés információ-átvitelének eszköze[7][50][51]

## Publikációi
- Kutatási eredményeiről több, mint 300[52][53] publikációban és konferencia-előadásban számolt be, nemzetközi és hazai konferenciákon és szakfolyóiratokban. Megjelent 6 könyve[7] (közülük több angol nyelven[54][55][56]).
- Berceli Tibor publikációs listája az MTMT-n
- Worldcat.org katalógus – Berceli Tibor

## Találmányai
- Eredményeit 26 szabadalomban is bejelentette.[7]

## Tudományos fokozatai
- A műszaki tudomány kandidátusa (1955)[4]
- A műszaki tudomány doktora (1965)[1][2][3][4]

## Díjai, elismerései
- Institute of Electrical Engineers Premium Awards, London, Anglia (1961)[4]
- HTE Virág–Pollák-díj[57] (1965)[3][4][58]
- Állami Díj (1980)[10][9]
- MIKON Award (2002)[4]
- EuMA Distinguished Service Award (2006)[22][59]
- BME Pro Facultate díj (2012)[60][61]
- IEEE Microwave Career Award életmű díj (2016)[62][63] (Lásd az idézetet is!)
- A BME VIK Kari Tanácsa rubin díszoklevele (2021) Dr. Berceli Tibor emeritus professzornak, a tanszék munkatársának, aki 70 évvel ezelőtt szerezte a BME-n az oklevelét[64]